# 倉敷地
倉敷地（くらしきち）は、中世から近世の日本の領地支配において使用された用語である。

## 概要
中世の荘園や近世の大名領・幕府領などの領地・支配地における年貢や貢納物を領主の所在地に輸送する目的で、一時的にその物資を保管しておく場所、およびその建造物（倉庫）のことである。
その地には蔵屋敷が建ち並んだことから、蔵屋敷が転訛したものともいわれる。
その蔵（倉庫）に物品を預けたときに支払う保管料は、倉敷料（くらしきりょう）・敷料（しきりょう）と呼ばれる。
かつて倉敷地だったところは、地名にその名残を留めているところもあり、倉敷市（岡山県）はその代表格である。